# 磷酸核糖焦磷酸
5-磷酸核糖-1α-焦磷酸（Phosphoribosyl pyrophosphate，缩写PRPP）是一种核糖衍生物。它是核糖C1的活化形式，由核糖-5-磷酸与ATP在核糖磷酸焦磷酸激酶催化下生成。
磷酸核糖焦磷酸是重要的代谢中间物，参与嘌呤核苷酸与嘧啶核苷酸的从头合成和补救合成、某些核苷酸类辅酶如辅酶I和辅酶II、以及某些氨基酸如组氨酸和色氨酸的合成。其在细胞内的浓度受到严格调控，且浓度一般较低。
磷酸核糖焦磷酸负责在下列反应中作为磷酸核糖基团的供体：
| 酶                            | 底物     | 产物 |
| ----------------------------- | -------- | ---- |
| 腺嘌呤磷酸核糖转移酶          | 腺嘌呤   | AMP  |
| 次黄嘌呤-鸟嘌呤磷酸核糖转移酶 | 鸟嘌呤   | GMP  |
| 次黄嘌呤-鸟嘌呤磷酸核糖转移酶 | 次黄嘌呤 | IMP  |
| 乳清酸磷酸核糖转移酶          | 乳清酸   | OMP  |
| 尿嘧啶磷酸核糖转移酶          | 尿嘧啶   | UMP  |

在嘌呤核苷酸的从头合成中，磷酸核糖焦磷酸受到酰胺基磷酸核糖基转移酶的催化，转变为磷酸核糖胺。

## PRPP的增加
體內PRPP的增加會導致尿酸累積，導致高尿酸血症和高尿酸尿症。嚴重者可能導致痛風。
體內次黃嘌呤-鳥嘌呤磷酸核苷轉移酶（HGPRT）的降低會導致PRPP在身體中累積，稱為萊希-尼亨症候群，因為HGPRT會將PRPP回收以製造嘌呤。